# Estadio Independencia de Tucumán
El Estadio Independencia de Tucumán es un estadio de fútbol de la ciudad de San Miguel de Tucumán, Tucumán, Argentina. Es propiedad del Club Atlético Amalia, y se encuentra sobre las calles 9 de julio, Congreso de Tucumán, Olleros y Eudoro Aráoz del populoso barrio de Villa Amalia.

## Historia
El Club Amalia fue fundado el 5 de mayo de 1917 por trabajadores del Ingenio Amalia del sur de la capital. La cancha original del club se hallaba sobre la avenida Américo Vespucio al 1100, moviéndose a su actual ubicación cuando el ingenio cede los terrenos en 1962. En 1967 el club se consagró ganador del torneo de Primera B de la Federación Tucumana de Fútbol, más no pudo ascender a primera división porque no contaba con las instalaciones requeridas para esa categoría en su estadio.
En 1972 se realizaron obras en el recinto, por lo cual pudo ser aceptado en primera división en 1974 al ganar la segunda división. El 14 de diciembre de 2018 se inauguró la iluminación artificial del estadio. En este estadio se jugó la ida de la final de la Liga Tucumana de 2008, ganada por el local. El recinto del Club Amalia posee tribunas en todos sus lados, excepto sobre calle Congreso.